# EmDrive

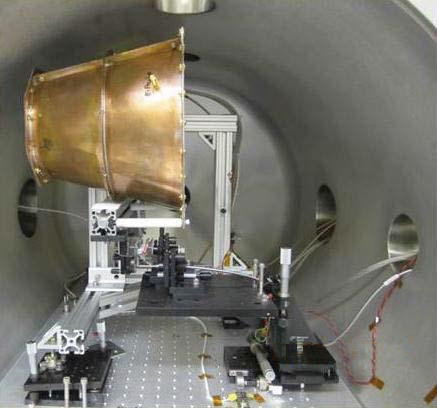
EmDrive costruito dalla NASA Eagleworks Laboratory durante i loro esperimenti nel 2013-2014

L’EmDrive è un concetto per un propulsore a cavità risonante a radiofrequenza (RF) che si ritiene abbia potenziali applicazioni come propulsore per veicoli spaziali. Si presume che generi una spinta riflettendo le microonde all’interno del dispositivo, in violazione della legge di conservazione della quantità di moto e di altre leggi della fisica. Il dispositivo è stato spesso definito dai media come Impossible Drive (Unità Impossibile). È stato introdotto nel 2001 da Roger Shawyer.
Non esiste un progetto ufficiale per questo dispositivo, e nessuna delle persone che affermano di averlo inventato si è impegnata a spiegare come potrebbe funzionare un propulsore o quali elementi lo definiscono, rendendo difficile dire se un dato oggetto è un esempio di un dispositivo del genere. Tuttavia, sono stati costruiti e testati diversi prototipi basati sulle sue descrizioni pubbliche. Nel 2016, l’Advanced Propulsion Physics Laboratories alla NASA ha riferito di aver osservato una piccola spinta apparente da uno di questi test, un risultato non replicato da allora, e studi successivi hanno indicato che la spinta osservata era un errore di misurazione causato da interazioni con il campo magnetico terrestre o da condizioni termiche gradienti. Nessun altro esperimento pubblicato ha misurato una spinta apparente maggiore del margine di errore dell’esperimento.
Nel marzo del 2021, i fisici dell’Università tecnica di Dresda hanno pubblicato tre articoli sostenendo che tutti i risultati che mostravano la spinta erano falsi positivi spiegati da forze esterne: “Quando la potenza scorre nell’EmDrive, il motore si riscalda. Ciò provoca anche la deformazione degli elementi di fissaggio sulla scala, portando la scala a un nuovo punto zero. Siamo stati in grado di impedirlo in una struttura migliorata. Le nostre misurazioni confutano tutte le affermazioni di EmDrive di almeno tre ordini di grandezza”.
Inoltre, gli scienziati dell’Università di Dresda sono stati in grado di replicare spinte apparentemente simili a quelle misurate dal team della NASA, per poi farle scomparire di nuovo quando misurate utilizzando la sospensione puntiforme.
Tuttavia una risposta a tale paper datata 5 Novembre 2021 ad opera dello stesso ideatore dell'EmDrive e indirizzata proprio agli scienziati dell'Università di Dresda dimostrava come il modello di motore utilizzato era fondamentalmente errato, sia matematicamente che ingegneristicamente, dimostrandosi chiaramente incapace di sviluppare la risonanza di micro-onde necessaria alla generazione della spinta. In particolare l'utilizzo di una delle due basi del cono a forma sferica rendeva impossibile qualsiasi propulsione. (http://www.emdrive.com/NoteontheDresdenIAC2021paper.pdf).